# Pubenenses
Los pubenenses habitaron el suroccidente de Colombia, donde actualmente se ubica la ciudad de Popayán. Sobre esta cultura arqueológica se han estudiado varios aspectos de su vida social, económica y política; su base de subsistencia fue la agricultura en cementeras, conocieron la alfarería para uso doméstico y ritual; así mismo fueron sabedores de técnicas orfebres empleadas en adornos corporales como narigueras, pectorales, brazaletes, entre otros.
Provenían del océano Pacífico,[cita requerida] caribes shyris que llegaron al valle de Pubén aproximadamente mil años antes de la llegada de Cristóbal Colón a América, donde se sedentarizaron y desempeñaron la agricultura, los tejidos y la cerámica. Recordados por los hechos de Pedro de Añasco y Juan de Ampudia, uno de los hombres de Pedro de Alvarado, y con parte de los 500 infantes bien armados, 227 caballos y un número de indígenas de Guatemala, que siguiendo el curso del río Patía y enfrentando al Cacique Yasgüén, fundó el municipio de Timbío el 1 de noviembre de 1535 enfrentando los Pubenenses cerca de la actual ciudad de Popayán. Después de haber sometido a los nativos de Popayán fue entonces declarada fundada el 13 de enero de 1537 y señalan los solares donde habrían de construir sus primeras casas los españoles que hasta entonces habitaban las chozas de los Patojos. Estas gentes son responsables de la muerte en 1541 de Juan de Ampudia, que murió de un lanzazo a su regreso a Popayán durante una batalla contra la resistencia de los pubenenses.
Los Pubenenses tuvieron como vecinos los grupos indígenas de los Aguales o Pastos al Sur, los Pijaos al Nororiente, los Guapíos y Noamaes al occidente, a los cuales superaron en civilización y a pesar de ser un pueblo pacífico se organizaron militarmente con un ejército y con fortalezas ubicadas estratégicamente.

## Organización social
La base de la sociedad de los Pubenenses fue la familia monogámica en la que predominaba la autoridad patriarcal; no tuvieron divisiones de clases sociales pero sí una jerarquización basada en la autoridad y trabajo:
Caciques: Con ciertos privilegios según sus funciones de líderes, podían tener familias poligámicas.
Agoreros o hechiceros: Curanderos con planta o rito mágicos.
Los sacerdotes o Yaz: Quienes presidían las ceremonias religiosas.
Los artesanos: Quienes trabajaban el oro y el cobre.
Los alfareros, tejedores y agricultores.
Los oficios los repartían según el género: los hombres le correspondía la caza, la guerra, la cerámica, la fabricación de armas e instrumentos musicales, la pesca, la orfebrería, los metales y la construcción de viviendas, mientras que las mujeres le correspondía la crianza de los hijos, la preparación de los alimentos, los tejidos, los hilados, el cuidado de los animales domésticos y el cultivo en la huerta.

## Organización política
Los Pubenenses se organizaron en varias tribus con cierta autonomía y cada una tenía un jefe llamado Cariben; gozaban de cierta autonomía, pero dependían de la autoridad del yasguén.
Debido a los continuos ataques de los pueblos vecinos y a la escasez de recursos económicos y militares, las tribus conformaron el «Imperio Confederado de los Pubenenses», que estaba bajo la autoridad del yasguén y del Cabildo de los Caríbenes.
Los caciques que sobresalieron fueron el cacique Pubén y sus hijos Payán y Calambás, quienes llevaron el Imperio a cierto grado de desarrollo material, organización social y militar.
El significado de la palabra yasguén fue: señor, cacique, y se le decía al que tenía la autoridad en el imperio; esta dignidad era hereditaria dentro de una misma familia; su residencia se ubicaba en el pueblo de Pubén donde actualmente está Popayán. 
Los deberes del yasguén eran:
- Dirigente militar en las guerras.
- Organizaba y autorizaba el intercambio de productos excedentes.
- Presidía el concejo de Caríbenes.
- Participaba en las ceremonias religiosas.
- Promulgaba normas para sancionar faltas, castigar los delitos y premiar las virtudes de sus hombres.

Y sus privilegios:
- Era el único que poseía familia poligámica.
- Su vivienda se distinguía de las demás, por su tamaño, color y decoración.